# Liste des vicomtes du Cotentin
Le titre de vicomte du Cotentin fut porté à ces débuts au XIe siècle par la famille de Saint-Sauveur qui est connue depuis cette époque.

## Famille de Saint-Sauveur
- 958, le fils de Richard. À cette date le duc de Normandie Richard Ier lui confère le titre de vicomte du Cotentin[1].
- v. 996, Roger de Saint-Sauveur.
- v. l'an mil, Néel de Saint-Sauveur, fils du précédent, encore cité en 1036 et 1040.
- av. 1046-1047, Néel II de Saint-Sauveur, fils du précédent. Vers 1046, il prit parti contre son duc et à la suite de sa défaite à la bataille de Val-ès-Dunes en 1047, il s'exile en Bretagne et ses biens confisqués. Ayant aidé vers 1051 le duc de Normandie a repoussé les Angevins, il retrouve en 1054 la baronnie de Saint-Sauveur et le titre de vicomte.

## Les vicomtes après la déchéance
- Turstin Haldup
- 1062-1076, Robert Bertran Ier de Bricquebec (le Tort)
- v. 1076, Eudes au Chapel, fils de Turstin Haldup[2].